# Чибир (Краснобаковський район)
Чибир (рос. Чибирь) — селище в Краснобаковському районі Нижньогородської області Російської Федерації.
Населення становить 570 осіб. Входить до складу муніципального утворення Прудовська сільрада.

## Історія
Від 2009 року входить до складу муніципального утворення Прудовська сільрада.

## Населення
| 2002 | 2010 |
| ---- | ---- |
| 798  | ↘570 |